# Kanakyella
Kanakyella is een geslacht van weekdieren uit de klasse van de Gastropoda (slakken).

## Soorten
- Kanakyella gentilsiana (Crosse, 1874)
- Kanakyella poellabauerae Haase & Bouchet, 1998